# Сан-Джуда-Таддео-Апостоло (титулярная церковь)
Титулярная церковь Сан-Джуда-Таддео-Апостоло (лат. Titulus Sancti Iudæ Thaddæi Apostoli) — титулярная церковь была создана Папой Франциском 28 ноября 2020 года. Титул принадлежит церкви Сан-Джуда-Таддео-Апостоло, расположенной в квартале Рима Аппио-Латино, на виа Амедео Кривеллуччи, которая построена в 1994—1996 годах в модернистском стиле по проекту архитекторов Джузеппе Форти и Роберто Спаккассасси. Приход был основан 18 мая 1960 года по указу «Neminem sane» кардинала-викария Клементе Микара и который в 2012 году изменил свое название на «Святого Апостола Иуды Фаддея».

## Список кардиналов-священников титулярной церкви Сан-Джуда-Таддео-Апостоло
- Корнелиус Сим — (28 ноября 2020 — 29 мая 2021, до смерти);
- Джорджо Маренго, I.M.C. — (27 августа 2022 — по настоящее время).